# Meropeidae
Meropeidae, porodica tri vrste kukaca mecoptera (kljunarice) iz podreda Protomecoptera. Obuhvaća dva roda Austromerope Killington, 1933 i Merope Newman, 1838. Austromerope žive južno od ekvatora, točnije u Australiji, i satoje se od dvije vrste, to su Austromerope poultoni koju je opisao Killington, 1933., i druga 2013. godine novotkrtivena vrsta Austromerope brasiliensis. Rod Merope obuhvaća samo jedannu vrstu Merope tuber koju je još 1838. opisao Newman, a poznata je pod vernakulatnim nazivom Earwigfly.
Vrsta Boreomerope antiqua koju je opisao Novokschonov (1995) živjela je u srednjoj juri na području Sibira
Ove životinje dobile su ime po hvataljkama kojima pridržavaju ženke prilikom parenja.
- Austromerope poultoni
- Austromerope brasiliensis
- Merope tuber
- Merope tuber